# Fri teatergrupp
Fri teatergrupp benämns en (ofta professionell) teaterensemble som verkar utan bindning till landets teaterinstitutioner eller privatteatrar. Även benämningen scenkonstkollektiv förekommer främst på 2000-talet och innebär ofta en lösare sammansättning av personer inom olika kulturformer, där man i olika konstellationer samarbetar  projektvis. Även liknande grupper inom modern dans och nycirkus finns.
Fria teatergrupper finns världen över och benämns till exempel på engelska fringe. Särskilda festivaler med mera har vuxit fram, såsom Edinburgh Festival Fringe och Avignonfestivalen. 
Teaterformen har sin föregångare inom gamla tiders gillesfestligheter, trupper av lekare och gycklare, resande teatersällskap, amatör– och studentteater (till exempel Stockholms studentteater och Lunds studentteater, vilka har utgjort ursprunget för flera fria teatergrupper). Bland de tidigaste fristående teatergrupperna i Sverige återfinns från 1940-50-talen Svenska dramatikers studio och Teatern i Gamla stan. Dock menar man med begreppet främst den våg av teatergrupper som uppstod framför allt sedan 1960-70-talen i samband med skapandet av de från institutionsteatrarna fristående Statens scenskolor och ofta som en del av tidens politiska protestvågor (68-rörelsen etc). Ursprungligen drevs merparten av dessa grupper likt kollektivistiska kooperativ, där alla inblandade delade lika på allt slags arbete och ansvar. Efterhand har dock flera grupper alltmer omvandlas till en form av fria teatrar med särskild teaterchef, konstnärlig ledare, producenter etc och annan specialiserad personal för teknik, administration med mera, nästan som en institutionsteater i miniatyr. Verksamheten delfinansieras normalt av bidrag från kommun och landsting där gruppen har sitt säte, samt av staten genom (i Sverige) Kulturrådet. 
En välkänd fri teatergrupp var Nationalteatern, startad i Lund på 1960-talet och från 1971 till 1993 verksam i Göteborg, där den kan ses som föregångare till Backateatern på Hisingen.

## Källhänvisningar
1. ↑   teatergrupper fria teatergrupper i Nationalencyklopedins nätupplaga. Läst 30 januari 2015.